# 高平郡 (西晉)
高平郡，中国西晉时设置的郡、國。

## 建置沿革

### 晉代
晉武帝泰始元年（265年），封陳騫為高平公，改山陽郡為高平國，治所在昌邑县（今山东省巨野县南），属兖州。辖境相当今独山湖及金乡、巨野、邹城等市县之间地。高平國領七縣（侯國）：昌邑（侯國）、鉅野、方與、金鄉、湖陸、高平（侯國）、南平陽（侯國）。
永嘉之亂後，后赵改高平國為高平郡，後为东晋所收复。晉廢帝太和元年（366年），前燕攻陷高平郡。太和四年（369年），東晉收復高平郡。晉孝武帝太元十二年（387年），翟魏攻陷高平郡，收復後又一度为前秦所占领。太元十九年（394年），後燕攻陷高平郡。晉安帝義熙五年（409年），劉裕北伐南燕，收復高平郡，為了區別於僑郡而改為北高平郡。
東晉時，高平郡移治高平縣，省昌邑、湖陸二縣，改南平陽縣為平陽縣，任城郡之任城、亢父二縣併入高平郡。

### 南北朝
宋武帝永初元年（420年），改北高平郡為高平郡。宋文帝元嘉二十年（443年），省兗州，高平郡改屬徐州。元嘉三十年（453年），復立兗州，高平郡還屬兗州。南朝宋時，移治高平县（今邹城市西南），省任城縣。此時，高平郡領高平、方與、金鄉、鉅野、平陽、亢父六縣。宋明帝泰始二年（466年）十二月，宋失淮北四州，北魏攻陷高平郡。
北魏时，復置任城縣，分高平郡之任城、亢父、鉅野三縣重置任城郡，高平郡僅餘四縣。北齐时，高平郡移治任城县（今济宁市任城区）。北周武帝建德六年（577年），滅北齊，高平郡由齊入周。隋文帝開皇三年（583年），廢高平郡，其地屬兖州。

### 僑郡（一）
東晉時，在揚州境內僑立高平郡，以安置流民，領金鄉、湖陸、高平、鉅野、昌邑五縣。宋武帝永初元年（420年），改高平郡為南高平郡。宋文帝元嘉十八年（441年），鉅野縣併入高平縣，昌邑縣亦省併。

### 僑郡（二）
宋明帝泰始二年（466年）十二月，失淮北四州，北魏攻陷高平郡。泰始五年（469年），在淮南郡當塗縣境內僑立高平郡，以安置流民，領高平、金鄉二縣，同年又立睢陵縣。

## 人口
- 晉武帝太康三年（282年），高平國有3800戶。[1]
- 宋孝武帝大明八年（464年），高平郡有6358戶，21112口，南高平郡（僑）有1718戶，9731口。[7]
- 東魏孝靜帝武定中（543年—550年），高平郡有11124戶，25896口。[9]

## 行政長官

### 高平相（265年—310年代）
- 陸英，吳郡吳人，西晉時在任。[11]
- 杜援，廬江灊人，西晉時在任。[12]

### 高平太守（—409年）
- 劉莊，晉穆帝永和十二年（356年）在任。[13]
- 徐翻，前燕幽帝慕容暐建熙十年（369年）舉郡降於東晉。[3]
- 徐含遠，晉孝武帝太元十九年（394年）陷於後燕。[14]

### 高平太守（420年—577年）
- 垣護之，字彥宗，略陽桓道人，宋文帝元嘉中在任。[15]
- 潘詞，宋文帝元嘉中在任。[16]
- 鄭琨，滎陽開封人，南朝宋時在任。[17]
- 王玄楷，宋孝武帝孝建元年（454年）在任。[18]
- 董英，頓丘衛國人，北魏中期在任。[19]
- 趙寧，河南洛陽人，北魏後期在任。[20]
- 姜昭，天水人，北魏後期帶。[21]
- 李叡，字幼黃，趙郡人，北魏時在任。[22]
- 李研，字探幽，趙郡人，北魏時在任。[22]
- 李文殊，趙郡人，不知何時在任。[22]
- 劉軫，彭城人，北齊時在任。[23]

### 高平郡守（577年—583年）
- 向道力，陳州人，隋文帝開皇初偽作，後被捕。[24]

## 行政長官（僑一）

### 高平太守（—377年）
- 郗逸之，晉簡文帝咸安二年（372年）在任。[2]

### 高平相（377年—403年）
- 竺朗之，晉安帝元興元年（402年）為桓玄所殺。[25]

### 高平太守（403年—404年）
- 劉懷肅，彭城人，晉安帝元興三年（404年）在任。[26]

### 高平相（404年—420年）
- 劉懷肅，彭城人，晉安帝義熙元年（405年）在任。[27]

### 南高平太守（420年—）
- 朱幼，宋明帝泰始中在任。[28]
- 劉懷珍，字道玉，平原人，宋後廢帝泰豫元年（472年）到元徽二年（474年）領。[29]
- 陳承叔，宋順帝昇明元年（477年）在任。[30]

## 行政長官（僑二）

### 高平太守（469年—）
- 呂安國，廣陵廣陵人，宋明帝、後廢帝之際在任。[31]
- 王廣之，字林之，沛郡相人，宋後廢帝元徽中在任。[31]
- 戴僧靜，會稽永興人，齊武帝永明八年（490年）到九年（491年）在任。[32]
- 蕭子晉，蘭陵人，梁武帝天監初在任。[33]

## 國主

### 西晉高平國（265年—310年代，377年—403年，404年—420年）
| 高平國（265年—310年代，377年—403年，404年—420年） |              |      |        |             |          |
| 以佐命之功封，食邑3000戶                          |              |      |        |             |          |
| 代數                                              | 封爵         | 謚   | 姓名   | 在位時間    | 備註     |
| 1                                                 | 高平公       | 武公 | 陳騫   | 265年—281年 |          |
| 2                                                 | 高平公       |      | 陳輿   |             | 陳騫子   |
| 3                                                 | 高平公       |      | 陳植   |             | 陳輿子   |
| 4                                                 | 高平公       |      | 陳粹   | ？—310年代  | 陳植子   |
| 西晉末國絕，377年繼絕                             |              |      |        |             |          |
| 5                                                 | 高平郡開國公 |      | ？     | 377年—？    | 陳騫玄孫 |
| 6                                                 | 高平郡開國公 |      | 陳浩之 | ？—420年    | 陳？弟子 |
| 楚受禪，國除；晉匡復，復國                        |              |      |        |             |          |
| 宋受禪，國除                                      |              |      |        |             |          |